# Government High School
Government High School es una escuela secundaria estatal en Nasáu, Bahamas.Durante un tiempo, fue una escuela primaria selectiva y una de las instituciones líderes del país caribeño.

## Historia
Se convirtió en la primera escuela estatal de las Bahamas cuando abrió el 27 de abril de 1925, y admitía a negros y niñas que habían sido excluidos de las escuelas privadas de la colonia.
Como escuela estatal selectiva se hizo conocida por educar a una generación de bahameños morenos y negros de clase media antes e inmediatamente después de que el país obtuviera el sufragio universal en 1961.
La escuela es ahora una de las muchas escuelas secundarias públicas integrales en la isla de New Providence.